# 2011 w boksie
Artykuł przedstawia najważniejsze wydarzenia z boksu amatorskiego i zawodowego, które miały miejsce w roku 2011, w układzie chronologicznym.

## Styczeń
8 stycznia
- Szymkent – Bejbut Szumenow (Kazachstan) obronił tytuł mistrza WBA w wadze półciężkiej nokautując w szóstej rundzie Williama Joppy (Stany Zjednoczone).

22 stycznia
- St. Louis – zmarł Virgil Akins (lat 82), bokser amerykański, zawodowy mistrz świata wagi półśredniej w roku 1958.

29 stycznia
- Brakpan – Nkosinathi Joyi (Republika Południowej Afryki) stoczył pojedynek w obronie tytułu mistrza IBF w wadze słomkowej z Japończykiem Katsunari Takayamą. Ze względu na kontuzję po przypadkowym zderzeniu głowami w trzeciej rundzie walka została uznana za nieodbytą.
- Pontiac – Timothy Bradley (Stany Zjednoczone) zunifikował tytuły WBC i WBO w wadze lekkopółśredniej pokonując rodaka Devona Alexandra przez techniczny nokaut w dziesiątej rundzie.

31 stycznia
- Tokio – Akifumi Shimoda (Japonia) został nowym mistrzem WBA w wadze junior piórkowej wygrywając jednogłośnie na punkty z rodakiem Lee Ryol-li.
- Tokio – Takashi Uchiyama (Japonia) obronił tytuł mistrza WBA w wadze junior lekkiej zwyciężając przez techniczny nokaut w ósmej rundzie rodaka Takashi Miurę.

## Luty
5 lutego
- Osaka – Tomás Rojas (Meksyk) pokonał w obronie tytułu mistrza WBC w wadze junior koguciej Japończyka Nobuo Nashiro jednogłośnie na punkty.
- Guadalajara – Austin Trout (Stany Zjednoczone) zdobył wakujący tytuł mistrza WBA w wadze junior średniej pokonując jednogłośnie na punkty Rigoberto Alvareza (Meksyk).
- Porvoo – zmarł Pertti Purhonen (lat 69), bokser fiński, brązowy medalista olimpijski z Tokio (1964).

11 lutego
- Kobe – Kazuto Ioka (Japonia) został nowym mistrzem WBC w wadze słomkowej pokonując Oleydonga Sithsamerchaia (Tajlandia) przez techniczny nokaut w piątej rundzie.

12 lutego
- Muelheim – Steve Cunningham (Stany Zjednoczone) obronił tytuł mistrza IBF w wadze junior ciężkiej zwyciężając jednogłośnie na punkty Enada Licinę (Serbia).
- Stuttgart – Felix Sturm (Niemcy) obronił tytuł mistrza WBA Super w wadze średniej wygrywając przez techniczny nokaut w siódmej rundzie z Ronaldem Hearnsem.
- Monte Hermoso – Omar Andres Narvaez (Argentyna) obronił tytuł mistrza WBO w wadze junior koguciej pokonując Meksykanina Victora Zaletę jednogłośnie na punkty.

18 lutego
- Ljubliana – Jan Zaveck (Słowenia) obronił tytuł mistrza IBF w wadze półśredniej nokautując w piątej rundzie Amerykanina) Paula Delgado.

19 lutego
- Las Vegas – Nonito Donaire (Filipiny) został mistrzem organizacji WBC i WBO w wadze koguciej po pokonaniu Meksykanina Fernando Montiela przez techniczny nokaut w drugiej rundzie.

26 lutego
- Merida – Gilberto Keb Baas (Meksyk) pokonał w obronie tytułu mistrza WBC w wadze junior muszej rodaka Jose Antonio Aguirre przez techniczny nokaut w dziewiątej rundzie.
- Queretaro – Julio César Miranda (Meksyk) obronił tytuł mistrza WBO w wadze muszej zwyciężając Filipińczyka Ardena Diale przez techniczny nokaut w czwartej rundzie.
- Las Vegas – Brandon Ríos (Stany Zjednoczone zdobył tytuł mistrza WBA w wadze lekkiej wygrywając z Wenezuelczykiem Miguelem Acostą przez techniczny nokaut w dziesiątej rundzie.

## Marzec
1 marca
- Bukareszt – zmarł Ion Monea (lat 71), bokser rumuński, srebrny medalista olimpijski z Meksyku (1968) i brązowy z Rzymu (1960).

5 marca
- Anaheim – Saúl Álvarez (Meksyk) zdobył wakujący tytuł mistrza WBC w wadze junior średniej pokonując Brytyjczyka Matthew Hattona.
- Newark – Zab Judah (Stany Zjednoczone) zdobył wakujący tytuł IBF w wadze lekkopółśredniej po zwycięstwie nad Kaizerem Mabuzą (Republika Południowej Afryki).

12 marca
- Glasgow – Ricky Burns (Wielka Brytania) obronił tytuł mistrza WBO w wadze junior lekkiej zwyciężając przez techniczny nokaut w siódmej rundzie Josepha Laryea (Ghana).
- Las Vegas – Miguel Vázquez (Meksyk) obronił tytuł IBF w wadze lekkiej pokonując jednogłośnie na punkty Australijczyka Leonardo Zappavignę.
- Las Vegas – Miguel Angel Cotto (Portoryko) obronił tytuł WBA Super w wadze junior średniej zwyciężając przez techniczny nokaut w dwunastej rundzie Ricardo Mayorgę (Nikaragua).
- Junin – Jonathan Victor Barros (Argentyna) obronił tytuł mistrza WBA w wadze piórkowej zwyciężając jednogłośnie na punkty Miguela Romana (Meksyk).

19 marca
- Kolonia – Witalij Kliczko (Ukraina) obronił tytuł WBC w wadze ciężkiej nokautując Odlaniera Solisa (Kuba) w drugiej rundzie.
- San Pedro Cholula – Román González (Nikaragua) obronił tytuł mistrza WBA wagi junior muszej pokonując jednogłośnie na punkty Meksykanina Manuela Vargasa.

26 marca
- Montreal – Lucian Bute (Rumunia) obronił tytuł mistrza IBF w wadze super średniej zwyciężając przez techniczny nokaut Briana Magee (Wielka Brytania).
- Jekateringburg – Dmitrij Pirog (Rosja) obronił tytuł mistrza WBO w wadze średniej po jednogłośnym zwycięstwie nad Javierem Francisco Macielem (Argentyna).
- Johannesburg – Moruti Mthalane (Republika Południowej Afryki) obronił tytuł mistrza IBF w wadze muszej zwyciężając Jahriela Casimero (Filipiny) przez techniczny nokaut w piątej rundzie.
- Johannesburg – Takalani Ndlovu (Republika Południowej Afryki) został mistrzem IBF w wadze junior piórkowej po jednogłośnym zwycięstwie nad Steve Molitorem (Kanada).
- Atlantic City – Yuriorkis Gamboa (Kuba) obronił tytuł mistrza WBA Super w wadze piórkowej wygrywając przez techniczny nokaut w czwartej rundzie z Jorge Solisem (Meksyk). Dla Solisa była to również walka o tytuł mistrza IBF, którego pozbawiony został Gamboa.

## Kwiecień
2 kwietnia
- Bydgoszcz – Krzysztof Włodarczyk (Polska) obronił tytuł mistrza WBC w wadze junior ciężkiej pokonując niejednogłośnie na punkty Francisco Palaciosa (Portoryko).
- Halle – Marco Huck (Niemcy) obronił tytuł mistrza WBO w wadze junior ciężkiej zwyciężając jednogłośnie na punkty Rana Nakasha (Izrael).
- Panama – Hernán Márquez (Meksyk) został nowym mistrzem WBA w wadze muszej po pokonaniu przez techniczny nokaut w jedenastej rundzie Luisa Concepcióna (Panama).
- Mexicali – Giovani Segura (Meksyk) obronił tytuł mistrza WBO w wadze junior muszej pokonując w rewanżowym pojedynku Ivana Calderona (Portoryko) przez nokaut w trzeciej rundzie. Zwakował tytuł przechodząc do wyższej kategorii.

8 kwietnia
- Kobe – Jhonny González (Meksyk) zdobył tytuł WBC w wadze piórkowej pokonując Hozumi Hasegawę (Japonia) przez techniczny nokaut w czwartej rundzie.
- Kobe – Toshiaki Nishioka (Japonia) obronił tytuł WBC w wadze junior piórkowej pokonując Argentyńczyka Mauricio Javiera Munoza przez nokaut w dziewiątej rundzie.
- Kobe – Takahiro Ao (Japonia) pokonał w obronie tytułu wbc w wadze junior lekkiej Humberto Mauro Gutierreza (Meksyk) przez nokaut w czwartej rundzie.

9 kwietnia
- Magdeburg – Robert Stieglitz (Niemcy) obronił tytuł mistrza WBO w kategorii super średniej zwyciężając przez dyskwalifikację w dziesiątej rundzie Khorena Gevora z Armenii.

15 kwietnia
- Bahia Blanca – Omar Andres Narvaez (Argentyna) obronił tytuł mistrza WBO w wadze junior koguciej pokonując Cesara Sedę (Portoryko) jednogłośnie na punkty.

16 kwietnia
- Mashantucket – Victor Ortiz (Stany Zjednoczone) zdobył tytuł mistrza WBC w wadze półśredniej pokonując rodaka Andre Berto jednogłośnie na punkty.
- Bayamon – Orlando Salido (Meksyk) został mistrzem WBO w kategorii piórkowej po zwycięstwie nad Juanem Manuelem Lopezem (Portoryko) przez techniczny nokaut w ósmej rundzie.
- Manchester – Amir Khan (Wielka Brytania) obronił tytuł mistrza WBA w wadze lekkopółśredniej zwyciężając przez techniczny nokaut w szóstej rundzie rodaka Paula McCloskeya.

17 kwietnia
- Dżakarta – Chris John (Indonezja) obronił tytuł mistrza WBA Super w wadze piórkowej pokonując jednogłośnie na punkty rodaka Doud Cino Yordana.

19 kwietnia
- Bangkok – Muhammad Rachman (Indonezja) został mistrzem WBA w wadze słomkowej po zwycięstwie przez nokaut w dziewiątej rundzie nad Kwanthai Sithmorsengiem (Tajlandia).

30 kwietnia
- Mar del Plata – Ulises Solis (Meksyk) został mistrzem IBF wagi junior muszej po zwycięstwie nad Luisem Alberto Lazarte (Argentyna) po niejednogłośnej decyzji sędziów.
- Texcoco – Adrián Hernández (Meksyk) został nowym mistrzem WBC w wadze junior muszej pokonując rodaka Gilberto Keb Baasa przez techniczny nokaut w jedenastej rundzie.
- Meksyk – Raúl García (Meksyk) obronił tytuł mistrza WBO w wadze słomkowej wygrywając przez techniczny nokaut w trzeciej rundzie z Rommelem Asenjo (Filipiny).
- Meksyk – Ramón García Hirales (Meksyk) został nowym mistrzem WBO w wadze junior muszej po pokonaniu przez nokaut w czwartej rundzie Jesúsa Gélesa (Kolumbia), który awansowany został na mistrza po zwakowaniu tytułu przez Giovaniego Segurę.

## Maj
7 maja
- Osaka – Koki Kameda (Japonia) obronił tytuł mistrza WBA w wadze koguciej pokonując przez techniczny nokaut w jedenastej rundzie Daniela Diaza (Nicaragua).
- Neubrandenburg – Daniel Geale (Australia) został nowym mistrzem IBF w wadze średniej po niejednogłośnym zwycięstwie nad Niemcem Sebastianem Sylvestrem.
- Las Vegas – Jorge Arce (Meksyk) został mistrzem WBO w wadze junior piórkowej zwyciężając przez techniczny nokaut Wilfredo Vázqueza Jr. (Portoryko).
- Las Vegas – Manny Pacquiao (Filipiny) obronił tytuł mistrza WBO w wadze półśredniej wygrywając jednogłośnie na punkty z Shane Mosleyem (Stany Zjednoczone).

8 maja
- – zmarł Lionel Rose (lat 62), bokser australijski, zawodowy mistrz WBA i WBC w wadze koguciej w latach 1968-1969.

14 maja
- Carson – Andre Ward (Stany Zjednoczone) w obronie tytułu mistrza WBA Super w wadze super średniej pokonał Arthura Abrahama (Niemcy) jednogłośnie na punkty.
- Durango – Cristian Mijares (Meksyk) obronił tytuł mistrza IBF w wadze junior koguciej pokonując Carlosa Rueda (Nikaragua) jednogłośnie na punkty.

21 maja
- Londyn – Nathan Cleverly (Wielka Brytania) obronił tytuł mistrza WBO w wadze półciężkiej zwyciężając Aleksego Kuziemskiego (Polska) przez techniczny nokaut w czwartej rundzie.
- Tuxtla Gutierrez – Tomás Rojas (Meksyk) pokonał w obronie tytułu mistrza WBC w wadze junior koguciej rodaka Juana Jose Montesa przez techniczny nokaut w jedenastej rundzie.
- Montreal – Bernard Hopkins (Stany Zjednoczone) zdobył tytuł mistrza WBC w wadze półciężkiej pokonując w rewanżowym pojedynku Jeana Pascala (Kanada) jednogłośnie na punkty.

## Czerwiec
4 czerwca
- Atlantic City – Carl Froch (Wielka Brytania) obronił tytuł mistrza WBC w wadze super średniej po niejednogłośnym zwycięstwie na punkty Glena Johnsona (Jamajka).
- Los Angeles – Julio César Chávez Jr. (Meksyk) zdobył tytuł mistrza WBC w wadze średniej pokonując niejednogłośną decyzją sędziów Sebastiana Zbika (Niemcy).

7 czerwca
- Mission Viejo – zmarł Genaro Hernandez (lat 45), bokser amerykański, zawodowy mistrz WBA i WBC w wadze lekkiej w latach 1991–1995 i 1997–1998.

11 czerwca
- Buenos Aires – Omar Andres Narvaez (Argentyna) obronił tytuł mistrza WBO w wadze junior koguciej pokonując Williama Urinę (Kolumbia) jednogłośnie na punkty.
- San Luis Potosi – Austin Trout (Stany Zjednoczone) obronił tytuł mistrza WBA w wadze junior średniej wygrywając jednogłośnie na punkty z Davidem Lopezem (Meksyk).

17 czerwca
- Panama – Anselmo Moreno (Panama) obronił tytuł mistrza WBA Super w wadze koguciej zwyciężając Lorenzo Parrę (Wenezuela) przez techniczny nokaut w ósmej rundzie.
- Panama – Giennadij Gołowkin (Kazachstan) obronił tytuł mistrza WBA w wadze średniej pokonując Kassima Ouma (Uganda) przez techniczny nokaut w dziesiątej rundzie.

17 czerwca – 24 czerwca
- Ankara – MISTRZOSTWA EUROPY

18 czerwca
- Tlajomulco de Zúñiga – Saúl Álvarez pokonał Ryana Rhodesa (Wielka Brytania) przez techniczny nokaut w dwunastej rundzie i obronił tytuł mistrza WBC w wadze junior średniej.

25 czerwca
- Kolonia – Felix Sturm (Niemcy) obronił tytuł mistrza WBA Super w wadze średniej wygrywając niejednogłośnie na punkty z Matthew Macklinem (Wielka Brytania).
- Saint Charles – Cornelius Bundrage (Stany Zjednoczone) obronił tytuł mistrza IBF w kategorii junior śreniej zwyciężając jednoglośnie na punkty Sechewa Powella (Stany Zjednoczone).
- Saint Charles – Tavoris Cloud (Stany Zjednoczone) obronił tytuł mistrza IBF w wadze półciężkiej wygrywając przez techniczny nokaut w ósmej rundzie z Yusafem Mackiem (Stany Zjednoczone).
- Cozumel – Humberto Soto (Meksyk) obronił tytuł mistrza WBC w wadze lekkiej pokonując Motoki Sasaki (Japonia) przez techniczny nokaut w jedenastej rundzie. Zwakował tytuł przechodząc do wyższej kategorii.

29 czerwca
- Meksyk – Timothy Bradley (USA) został pozbawiony przez WBC tytułu mistrzowskiego w wadze lekkopółśredniej za brak aktywności.
- Kingston – zmarł Billy Costello (lat 55), bokser amerykański, zawodowy mistrz WBC w wadze lekkopółśredniej w latach 1984-1985.

## Lipiec
1 lipca
- Songkhla – Pongsaklek Wonjongkam (Tajlandia) pokonał w obronie tytułu mistrza WBC w wadze muszej jednogłośnie na punkty Japończyka Tokuya Kogawę.

2 lipca
- Hamburg – Władimir Kliczko (Ukraina) obronił tytuły mistrza WBA Super, WBO i IBF w wadze ciężkiej pokonując jednogłośnie na punkty Davida Haye (Wielka Brytania).
- Hermosillo – Hernán Márquez (Meksyk) obronił tytuł mistrza WBA w wadze muszej zwyciężając przez techniczny nokaut w trzeciej rundzie Edrina Dapudonga (Filipiny).
- Junin – Jonathan Victor Barros (Argentyna) obronił tytuł mistrza WBA w wadze piórkowej zwyciężając niejednogłośnie na punkty Celestino Caballero (Panama).

9 lipca
- Bukareszt – Lucian Bute (Rumunia) obronił tytuł mistrza IBF w wadze super średniej nokautując w czwartej rundzie Jeana Paula Mendy (Francja).
- Atlantic City – Rico Ramos (Stany Zjednoczone) został nowym mistrzem WBA w wadze junior piórkowej nokautując w siódmej rundzie Akifumi Shimodę (Japonia).
- Atlantic City – Jhonny González (Meksyk) obronił tytuł WBC w wadze piórkowej pokonując rodaka Tomasa Villę przez techniczny nokaut w czwartej rundzie.
- Mazatlan – Hugo Fidel Cázares (Meksyk) obronił tytuł mistrza WBA w wadze junior koguciej nokautując Arturo Badillo (Meksyk) w trzeciej rundzie.
- Carson – Brandon Ríos (Stany Zjednoczone) obronił tytuł mistrza WBA w wadze lekkiej nokautując Urbano Antillona (Meksyk) w trzeciej rundzie.

16 lipca
- Monachium – Marco Huck (Niemcy) obronił tytuł mistrza WBO w wadze junior ciężkiej zwyciężając Hugo Hernana Garaya (Argentyna) przez nokaut w dziesiątej rundzie.
- Liverpool – Ricky Burns (Wielka Brytania) obronił tytuł mistrza WBO w wadze junior lekkiej zwyciężając przez techniczny nokaut w pierwszej rundzie Nicky Cooka (Wielka Brytania).
- Cancun – Román González (Nikaragua) obronił tytuł mistrza WBA wagi junior muszej pokonując przez techniczny nokaut w siódmej rundzie Omara Salado (Meksyk).
- Honolulu – Brian Viloria (Stany Zjednoczone) został mistrzem WBO w wadze muszej po zwycięstwie nad Julio Césarem Mirandą (Meksyk) jednogłośnie na punkty.

18 lipca – 23 lipca
- Rio de Janeiro – IGRZYSKA WOJSKOWE

23 lipca
- Ciudad Obregon – Orlando Salido (Meksyk) obronił tytuł mistrza WBO w wadze piórkowej zwyciężając Kenichi Yamaguchi (Japonia) przez techniczny nokaut w jedenastej rundzie.
- Las Vegas – Amir Khan (Wielka Brytania) w walce unifikacyjnej obronił tytuł WBA Super i zdobył tytuł IBF w wadze lekkopółśredniej nokautując w piątej rundzie Zaba Judaha (Stany Zjednoczone).

23 lipca – 30 lipca
- Astana – MISTRZOSTWA ŚWIATA JUNIORÓW

29 lipca
- Homebush – Billy Dib (Australia) zdobył wakujący tytuł IBF w wadze piórkowej zwyciężając jednogłośnie na punkty Jorge Laciervę (Meksyk).
- Las Vegas – Beibut Szumenow (Kazachstan) obronił tytuł mistrza WBA w wadze półciężkiej wygrywając przez techniczny nokaut w dziewiątej rundzie z Dannym Santiago (Stany Zjednoczone).

30 lipca
- Jakarta – Pornsawan Porpramook (Tajlandia) został nowym mistrzem WBA w wadze słomkowej po niejednogłośnym zwycięstwie na punkty nad Muhammadem Rachmanem (Indonezja).

## Sierpień
5 sierpnia – 12 sierpnia
- Incheon – MISTRZOSTWA AZJI

10 sierpnia
- Tokio – Kazuto Ioka (Japonia) pokonał jednogłośnie na punkty Juana Hernándeza (Meksyk) w obronie tytułu WBC w wadze słomkowej.

13 sierpnia
- Las Vegas – Abner Mares (Meksyk) został nowym mistrzem IBF w wadze koguciej zwyciężając niejednogłośnie na punkty Josepha Agbeko (Nigeria).

19 sierpnia
- Muang – Suriyan Sor Rungvisai (Tajlandia) pokonał Tomása Rojasa (Meksyk) jednogłośnie na punkty i został nowym mistrzem WBC w wadze junior koguciej.

26 sierpnia
- Donieck – Wjaczesław Senczenko (Ukraina) obronił tytuł mistrza WBA w wadze półśredniej wygrywając przez techniczny nokaut w szóstej rundzie z Marco Antonio Avendano (Wenezuela).
- Donieck – Karoly Balzsay (Węgry) zdobył wakujący tytuł mistrza WBA w wadze super średniej zwyciężając Stanislawa Kasztanowa (Ukraina) niejednogłośnie na punkty.

27 sierpnia
- Erfurt – Aleksander Powietkin (Rosja) zdobył wakujący tytuł mistrza regularnego WBA w wadze ciężkiej pokonując jednogłośnie na punkty Rusłana Czagajewa (Uzbekistan).
- Guadalajara – Moisés Fuentes (Meksyk) został mistrzem WBO w wadze słomkowej po zwycięstwie nad Raúlem Garcíą (Meksyk) niejednogłośnie na punkty.
- Guadalajara – Ulises Solis (Meksyk) obronił tytuł mistrza IBF w kategorii junior muszej zwyciężając jednogłośnie na punkty Jethera Olivę (Filipiny).

31 sierpnia
- Hobart – Daniel Geale (Australia) obronił tytuł mistrza IBF w wadze średniej pokonując jednogłośnie na punkty Eromosele Alberta (Nigeria).
- Tokio – Koki Kameda (Japonia) obronił tytuł mistrza WBA w wadze koguciej pokonując jednogłośnie na punkty Davida De la Morę (Meksyk).

## Wrzesień
3 września
- Biloxi – Andre Berto (Stany Zjednoczone) pokonał Jana Zavecka (Słowenia) przez techniczny nokaut w piątej rundzie i został mistrzem IBF w wadze półśredniej.

10 września
- Wrocław – Witalij Kliczko (Ukraina) obronił tytuł mistrza WBC w wadze ciężkiej pokonując Tomasza Adamka (Polska) przez techniczny nokaut w dziesiątej rundzie.
- Zapopan – Juan Carlos Salgado (Meksyk) zdobył wakujący tytuł IBF w kategorii junior lekkiej zwyciężając jednogłośnie na punkty Argenisa Mendeza (Dominikana).

15 września
- El Paso – Jhonny González (Meksyk) obronił tytuł WBC w wadze piórkowej pokonując Rogersa Mtagwę (Tanzania) w drugiej rundzie przez techniczny nokaut.

17 września
- Las Vegas – Érik Morales zdobył wakujący tytuł WBC w wadze lekkopółśredniej pokonując Pablo Cesara Cano (Meksyk) przez techniczny nokaut w dziesiątej rundzie.
- Las Vegas – Floyd Mayweather Jr (Stany Zjednoczone) zdobył tytuł mistrza WBC w wadze półśredniej pokonując w kontrowersyjnych okolicznościach Victora Ortiza (Stany Zjednoczone) przez nokaut w czwartej rundzie.
- Los Angeles – Saúl Álvarez (Meksyk) obronił tytuł mistrza WBC w wadze junior średniej pokonując Alfonso Gomeza (Meksyk) przez techniczny nokaut w szóstej rundzie.

23 września
- Jose Leon Suarez – Marcos René Maidana (Argentyna) obronił tytuł WBA w wadze lekkopółśredniej nokautując w czwartej rundzie Petra Petrowa (Rosja).

24 września
- Meksyk – Adrián Hernández (Meksyk) w obronie tytułu mistrza WBC w wadze junior muszej pokonał Gideona Butheleziego (Republika Południowej Afryki) przez nokaut w drugiej rundzie.
- Mexicali – Jorge Arce (Meksyk) obronił tytuł mistrza WBO w wadze junior piórkowej zwyciężając Simphiwe Nongqayi (Republika Południowej Afryki) przez techniczny nokaut w czwartej rundzie.

25 września
- Krasnodar – Dmitrij Pirog (Rosja) pokonał w obronie tytułu mistrza WBO wagi średniej przez techniczny nokaut w dziesiątej rundzie Giennadija Martirosjana (Rosja).

26 września – 8 października
- Baku – MISTRZOSTWA ŚWIATA

## Październik
1 października
- Neubrandenburg – Yoan Pablo Hernandez (Kuba) został nowym mistrze IBF w wadze junior ciężkiej zwyciężając Steve Cunninghama (Stany Zjednoczone) przez techniczny nokaut w szóstej rundzie.
- Las Vegas – Román González (Nikaragua) obronił tytuł mistrza WBA wagi junior muszej nokautując w drugiej rundzie Omara Soto (Meksyk).
- Las Vegas – Toshiaki Nishioka (Japonia) obronił tytuł mistrza WBC w wadze junior piórkowej pokonując jednogłośnie na punkty Meksykanina Rafaela Marqueza.

8 października
- Bacolod City – Donnie Nietes (Filipiny) został nowym mistrzem WBO w wadze junior muszej po pokonaniu Ramóna Garcíę Hiralesa (Meksyk) jednogłośnie na punkty.
- Tijuana – Rodrigo Guerrero (Meksyk) zdobył wakujący tytuł mistrza IBF w wadze junior koguciej wygrywając z Raulem Martinezem (Meksyk) przez techniczny nokaut w szóstej rundzie.

14 października
- Buenos Aires – Celestino Caballero (Panama) zdobył tytuł WBA w wadze piórkowej pokonując w rewanżonym pojedynku jednogłośnie na punkty Jonathana Victora Barrosa (Argentyna).

15 października
- Liverpool – Nathan Cleverly (Wielka Brytania) obronił tytuł mistrza WBO w wadze półciężkiej zwyciężając po niejednogłośnej decyzji Tony Bellowa (Wielka Brytania).
- Los Angeles – Antonio DeMarco (Meksak) zdobył wakujący tytuł WBC w wadze lekkiej pokonując Jorge Linaresa (Wenezuela) przez techniczny nokaut w jedenastej rundzie.
- Los Angeles – Chad Dawson (Stany Zjednoczone) pokonał w walce o tytuł WBC w wadze półciężkiej Bernarda Hopkinsa (Stany Zjednoczone) w kontrowersyjnych okolicznościach przez techniczny nokaut w 2r. Walka przez WBC i Komisję Sportową Stanu Kalifornia została uznana za nieodbytą i mistrzem pozostał Hopkins.

17 października – 22 października
- Rotterdam – MISTRZOSTWA EUROPY KOBIET

20 października
- Meksyk – Federacja WBC podjęła decyzję o przywróceniu tytułu Bernardowi Hopkinsowi i uznaniu walki z Chadem Dawsonem za nie odbytą (no contest).

21 października
- Bangkok – Pongsaklek Wonjongkam (Tajlandia) pokonał w obronie tytułu mistrza WBC w wadze muszej jednogłośnie na punkty Meksykanina Edgara Sosę.

21 października – 29 października
- Guadalajara – IGRZYSKA PANAMERYKAŃSKIE

22 października
- Ludwigsburg – Marco Huck (Niemcy) obronił tytuł mistrza WBO w wadze junior ciężkiej zwyciężając Rogelio Omara Rossiego (Argentyna) przez nokaut w szóstej rundzie.
- Nowy Jork – Nonito Donaire (Filipiny) obronił tytuły mistrza WBC i WBO w wadze koguciej pokonując Argentyńczyka Omara Andreasa Narvaeza jednogłośnie na punkty. Kilka dni później zrezygnował z tytułów przenosząc się do kategorii junior piórkowej.

24 października
- Meksyk – zmarł Héctor López (lat 44), meksykański bokser, srebrny medalista Igrzysk Olimpijskich w Los Angeles (1984).
- Tokio – Akira Yaegashi (Japonia) został nowym mistrzem WBA w wadze słomkowej po zwycięstwie przez techniczny nokaut w dziesiątej rundzie nad Tajem Pornsawanem Porpramookiem.

27 października
- Santa Fe – zmarł Amilcar Brusa (lat 69), argentyński trener, jeden z najwybitniejszych trenerów w historii boksu. Wychował 14 mistrzów świata (m.in. Carlosa Monzóna).

28 października
- Cagliari – Moruti Mthalane (Republika Południowej Afryki) obronił tytuł mistrza IBF w wadze muszej zwyciężając Andreę Sarritzu (Włochy) przez techniczny nokaut w siódmej rundzie.

29 października
- Colima – Takalani Ndlovu (Republika Południowej Afryki) obronił tytuł mistrza IBF w wadze junior piórkowa pokonując niejednogłośnie na punkty Giovanni Caro (Meksyk).
- Hermosillo – Hernán Márquez (Meksyk) obronił tytuł mistrza WBA w wadze muszej zwyciężając ponownie Luisa Concepcióna przez techniczny nokaut w pierwszej rundzie.

## Listopad
4 listopada
- Bangkok – Suriyan Sor Rungvisai (Tajlandia) obronił tytuł mistrza WBC w wadze junior koguciej wygrywając jednogłośnie na punkty z Nobuo Nashiro (Japonia).
- Moskwa – Denis Lebiediew (Rosja) zdobył tytuł tymczasowego mistrza WBA pokonując jednogłośnie na punkty Jamesa Toneya (USA).
- – zmarł Tadeusz Walasek (lat 75), bokser polski, wicemistrz olimpijski z Rzymu (1960) i mistrz Europy z Belgradu.

5 listopada
- Quebec – Lucian Bute (Rumunia) pokonał jednogłośnie na punkty Glena Johnsona (Jamajka) i obronił tytuł mistrza IBF w wadze superśredniej.
- Hollywood – Guillermo Jones (Panama) obronił tytuł mistrza WBA w wadze junior ciężkiej pokonując w szóstej rundzie przez techniczny nokaut Mike Marrone (Stany Zjednoczone).

6 listopada
- Tokio – Shinsuke Yamanaka (Japonia) pokonał Christiana Esquivela (Meksyk) przez techniczny nokaut w jedenastej rundzie i zdobył wakujący tytuł mistrzowski WBC w wadze koguciej.
- Tokio – Takahiro Ao (Japonia) pokonał niejednogłośnie na punkty Devisa Boschiero (Włochy) i obronił tytuł WBC w wadze junior lekkiej.
- Donieck – 6-12 listopada, 90. Konwencja Federacji World Boxing Association (WBA).

7 listopada
- Filadelfia – zmarł Joe Frazier (lat 67), bokser amerykański, mistrz olimpijski z Tokio w wadze ciężkiej, zawodowy mistrz świata. Zasłynął z trzech pojedynków z Muhammadem Alim.

9 listopada
- Andre Berto (Stany Zjednoczone) zrezygnował z tytułu mistrza IBF w wadze półśredniej wybierając rewanżowy pojedynek z Victorem Ortizem zamiast walki z obowiązkowym pretendentem Randallem Baileyem.

11 listopada
- El Paso – Austin Trout (Stany Zjednoczone) obronił tytuł mistrza WBA w wadze junior średnia zwyciężając Franka LoPorto (Australia) przez techniczny nokaut w szóstej rundzie.

12 listopada
- Las Vegas – Timothy Bradley pokonał w obronie tytułu WBO w wadze lekkopółśredniej Joela Casamayora (Kuba) przez techniczny nokaut w ósmej rundzie.
- Las Vegas – Manny Pacquiao (Filipiny) pokonał w obronie tytułu mistrza WBO w wadze półśredniej Juana Manuela Marqueza (Meksyk) po dyskusyjnej, niejednogłośnej decyzji na punkty.

18 listopada
- Jorge Arce (Meksyk) zrezygnował z tytułu mistrza WBO w wadze junior piórkowej zamierzając stanąć do pojedynku o pas WBO w wadze koguciej (w piątej kategorii wagowej).

19 listopada
- – zmarł Bjarne Lingås (lat 78), norweski bokser, srebrny medalista Mistrzostw Europy w Mediolanie (1951).
- Sydney – Billy Dib (Australia) obronił tytuł mistrza organizacji IBF w wadze piórkowej nokautując w pierwszej rundzie Włocha Alberto Servidei.
- Houston – Julio César Chávez Jr. (Meksyk) obronił tytuł mistrza WBC w wadze średniej wygrywając w piątej rundzie przez techniczny nokaut z Amerykaninem Peterem Manfredo Jr.

26 listopada
- Cicinnati – Adrien Broner (USA) zdobył wakujący tytuł mistrzowski WBO w wadze junior lekkiej nokautując w trzeciej rundzie Argentyńczyka Vincente Martina Rodrigueza.
- Meksyk – Saúl Álvarez (Meksyk) w obronie tytułu mistrza WBC w kategorii junior średniej pokonał przez techniczny nokaut w piątej rundzie Kermita Cintrona (Portoryko).
- Mazatlan – Jorge Arce (Meksyk) zdobył wakujący tytuł mistrza WBO w wadze koguciej zwyciężając jednogłośnie na punkty Indonezyjczyka Angky Angkottę.

30 listopada
- Perth – Chris John (Indonezja) obronił tytuł mistrza WBA Super w wadze piórkowej wygrywając jednogłośnie na punkty z Ukraińcem Stanislawem Merdowem.
- Perth – Krzysztof Włodarczyk obronił tytuł mistrza WBC w wadze junior ciężkiej pokonując przez techniczny nokaut w jedenastej rundzie Australijczyka Danny’ego Greena.

## Grudzień
2 grudnia
- Manheim – Felix Sturm (Niemcy) obronił tytuł mistrza WBA w wadze średniej, remisując z Anglikiem Martinem Murrayem.
- Nowy Jork – Brandon Ríos stracił tytuł mistrza WBA wagi lekkiej nie mogąc dotrzymać wymaganego limitu wagi (135 funtów) przed pojedynkiem z pretendentem Johnem Murrayem (Wielka Brytania).

3 grudnia
- Helsinki – Aleksander Powietkin (Rosja) znokautował w ósmej rundzie Amerykanina Cedrica Boswella w obronie tytułu mistrza WBA w wadze ciężkiej.
- Nowy Jork – Brandon Ríos (Stany zjednoczone) pokonał przez techniczny nokaut w jedenastej rundzie Brytyjczyka Johna Murraya. Ze względu na pozbawienie w przeddzień pojedynku pasa Ríosa walkę o tytuł WBA w wadze lekkiej toczył jedynie Murray.
- Nowy Jork – Miguel Angel Cotto (Portoryko) w obronie tytułu WBA Super w wadze junior średniej pokonał przez techniczny nokaut w dziesiątej rundzie Antonio Margarito (Meksyk).
- Meksyk – Jhonny González (Meksyk) w obronie tytułu WBC w wadze piórkowej znokautował w drugiej rundzie Roineta Caballero (Panama).
- Anaheim – Abner Mares (Meksyk) zwyciężył jednogłośnie na punkty Nigeryjczyka Josepha Agbeko w obronie tytułu IBF w wadze koguciej.
- Anaheim – Anselmo Moreno (Panama) wygrał jednogłośnie na punkty z Ormianinem Wachtangiem Darczinianem w obronie tytułu WBA Super w wadze koguciej.

5 grudnia
- – Marco Huck (Niemcy) zrzekł się tytułu mistrza WBO w kategorii junior ciężkiej przechodząc do wagi ciężkiej.

7 grudnia
- Osaka – Koki Kameda (Japonia) w obronie tytułu WBA w wadze koguciej znokautował Mario Maciasa (Meksyk) w czwartej rundzie.
- Osaka – Tepparith Kokietgym (Tajlandia) pokonał jednogłośnie na punkty Daiki Kamedę (Japonia) w pojedynku o tytuł mistrza WBA w wadze junior koguciej.

9 grudnia
- Düsseldorf – Giennadij Gołowkin w obronie tytułu WBA w wadze średniej znokautował w pierwszej rundzie Lajuana Simona (Stany Zjednoczone).

10 grudnia
- Los Mochis – Juan Carlos Salgado (Meksyk) pozostał z tytułem IBF w wadze junior lekkiej po walce z Miguelem Beltranem Jr (Meksyk) przerwanej w drugiej rundzie i uznanej za nieodbytą (no contest).
- Waszyngton – Lamont Peterson (Stany Zjednoczone) zdobył tytuły IBF i WBA Super w wadze lekkopółśredniej po sensacyjnym, niejednogłośnym zwycięstwie na punkty z Amirem Khanem (Wielka Brytania).

11 grudnia
- Pasig City – Brian Viloria (Stany Zjednoczone) obronił tytuł WBO w wadze muszej zwyciężając przez techniczny nokaut w ósmej rundzie Giovani Segurę (Meksyk).

12 grudnia
- Las Vegas – 12–17 grudnia 49 Konwencja Federacji World Boxing Council (WBC).

17 grudnia
- Atlantic City – Andre Ward (Stany Zjednoczone) pokonał jednogłośnie na punkty Carla Frocha (Wielka Brytania) w walce unifikacyjnej i stał się posiadaczem tytułów WBC i WBA Super w wadze super średniej.

23 grudnia
- Bangkok – Kompayak Porpramook (Tajlandia) zdobył tytuł mistrza WBC w wadze junior muszej nokautując w dziesiątej rundzie Adriána Hernándeza (Meksyk).
- Bangkok – Pongsaklek Wonjongkam (Tajlandia) stoczył pojedynek z Hirofumi Mukai (Japonia) w obronie tytułu WBC w wadze muszej. Ze względu na kontuzję Mukai po przypadkowym zderzeniu głowami w pierwszej rundzie walka została uznana za nieodbytą.

31 grudnia
- Osaka – Kazuto Ioka (Japonia) obronił tytuł WBC w wadze słomkowej nokautując w pierwszej rundzie Yodgoena Tora Chalermchaia (Tajlandia).
- Yokohama – Celestino Caballero (Panama) pokonał jednogłośnie na punkty Satoshi Hosono (Japonia) w obronie tytułu WBA w wadze piórkowej.
- Yokohama – Takashi Uchiyama (Japonia) w obronie tytułu WBA w wadze junior lekkiej znokałtował w jedenastej rundzie Jorge Solis (Meksyk).